# Luperus flavipes
Luperus flavipes är en skalbaggsart som först beskrevs av Carl von Linné 1758.  Luperus flavipes ingår i släktet Luperus, och familjen bladbaggar. Arten är reproducerande i Sverige.

## Bildgalleri

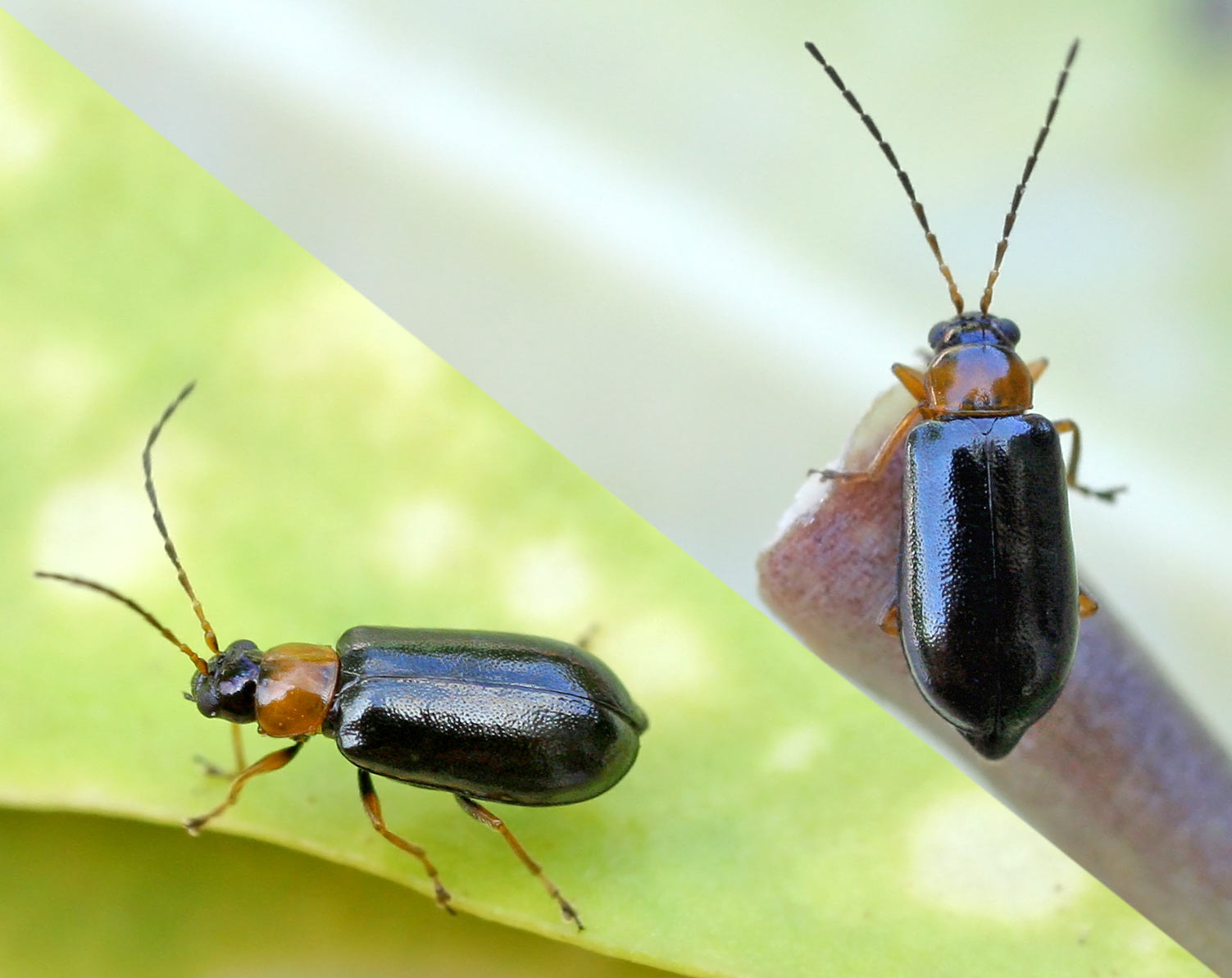